# دودجی
دودجی (به لاتین: Dodji) یک منطقهٔ مسکونی در سنگال است که در ناحیه لوگا واقع شده‌است.